# Атриз
Атриз (фр. Hatrize) насеље је и општина у североисточној Француској у региону Лорена, у департману Мерт и Мозел која припада префектури Брије.
По подацима из 2011. године у општини је живело 812 становника, а густина насељености је износила 109,73 становника/km². Општина се простире на површини од 7,4 km². Налази се на средњој надморској висини од 198 метара (максималној 236 m, а минималној 182 m).

## Демографија
| 1962. | 1968. | 1975. | 1982. | 1990. | 1999. | 2011. |
| ----- | ----- | ----- | ----- | ----- | ----- | ----- |
| 687   | 738   | 663   | 787   | 704   | 684   | 812   |

График промене броја становника у току последњих година